# 柳生久通
柳生 久通（やぎゅう ひさみち）は、江戸時代中期から後期にかけての旗本。通称は玄蕃。官位は従五位下・主膳正。歴代勘定奉行の中で最も長い期間（28年強）務めた。

## 経歴
※日付は旧暦。
- 宝暦12年（1762年）、10代将軍徳川家治に拝謁し、西丸書院番となる。
- 明和3年（1766年）、小納戸に異動。
- 明和4年（1767年）、小姓に異動。在職中、従五位下に叙位。主膳正に任官。
- 安永2年（1773年）、西丸（世子徳川家基）小姓に異動。
- 安永7年（1778年4月15日、小十人頭（8番組）に異動。将軍世継徳川家基の剣術指南役を命ぜられる。
- 安永9年（1780年）4月12日、西丸（徳川家基）目付に異動。11月5日、目付に異動。
- 天明5年（1785年）7月24日、小普請奉行に異動。
- 天明7年（1787年）9月27日、江戸北町奉行に異動。先任者の石河政武の急逝の後、抜擢される。
- 天明8年（1788年）9月10日、勘定奉行上座に異動。勝手方を担当。
- 寛政11年（1799年）11月16日、勘定奉行としての出精に対し、500石加増され、1100石となる。
- 文化4年（1807年）12月24日、道中奉行を兼帯。
- 文化12年（1815年）4月、徳川家康二百回忌法会のため、日光東照宮御用担当。
- 文化14年（1817年）2月26日、留守居に異動。在職中卒去。享年84。

## 逸話
松平定信の近習番を務めた水野為長が市中から集めた噂を記録した『よしの冊子』によると、町奉行に就任した当初、「3代将軍・徳川家光の剣術指南役を務めた柳生一族の家系の者が町奉行になった」と江戸市中で噂になったとある。
町奉行としての仕事ぶりは、「白洲の場においては、大した知恵も出ず、衣服を取り繕ったり、帳面に書かれていることを繰り返し穿鑿したりしている」と評され、前任者の石河政武のような知恵も出せず、久通が100年勤めても石河の1年分の仕事にもおよばないとまで言われた。また、仕事に念を入れすぎるために「怪しからずめんみつ丁寧」と評され、処理に時間がかかり経費もその分余計にかかったという。
勘定奉行上座に就任した久通は、老中の松平定信には気に入られ、当時勘定奉行だった根岸鎮衛たちが申請してもなかなか承知しなかった案件を、久通に頼んで上申してもらったら、すぐに許可が下りたという。仕事には熱心であったが、同時に江戸城からの退出時間は非常に遅かった。久通の部下である御勘定たちは、奉行が帰らないので先に退出するわけにもいかず、そのために毎日のように日没後に下城することを強いられ、非常に難儀した。同僚の勘定奉行である久世広民から「もうよかろふ」と催促されても仕事を切り上げず、寛政4年（1792年）に定信が久世を通して「暑い時は御勘定所も早めに仕事を終えた方がいい」と伝えたところ、久通はその日は特に遅くまで仕事をし、その後も同様に遅くまで城に残って仕事を続けたという。

## 系譜
- 父：柳生久隆（1724-1757）
- 母：不詳
- 室：不詳
- 養子
  - 男子：柳生久知 - 山名義徳の子
  - 男子：柳生久包

## 創作上の柳生久通
荒山徹の時代小説『魔岩伝説』では、小野派一刀流の剣客と設定されている遠山景元と久通が争っているが、久通は柳生宗矩のような剣術に秀でた能吏として描写されている。また、内田勝晴の経済小説『家康くんの経済学入門』では、経済通として描写されている。